# Gutemberg Reis
Gutemberg Reis de Oliveira (Duque de Caxias, 9 de setembro de 1979) é um empresário e político brasileiro. Foi eleito deputado federal pelo Movimento Democrático Brasileiro (MDB) com 54.573 votos. É irmão dos políticos Washington Reis, Rosenverg Reis e Júnior Reis.
Em 19 de março de 2024, Gutemberg Reis foi uma das pessoas indiciadas pela Polícia Federal por fraude em cartões de vacina. Segundo a investigação da Polícia Federal, ele tinha um cartão físico de vacinação contra a Covid-19 com registro da segunda dose da vacina aplicada antes da primeira, além de dados incompatíveis entre os registros físicos e os feitos no sistema do Ministério da Saúde. A Polícia Federal indiciou o parlamentar por inserção de dados falsos em sistema de informações públicas e associação criminosa. O deputado disse que não irá se manifestar até que sua defesa tenha acesso integral ao processo.